# Pedrengo
Pedrengo est une commune italienne de la province de Bergame, dans la région Lombardie.

## Administration
| Période                                  | Période  | Identité            | Étiquette                           | Qualité |
| ---------------------------------------- | -------- | ------------------- | ----------------------------------- | ------- |
| Depuis 2009                              | En cours | Gabriele Gabbiadini | Peuple de la liberté- Ligue du Nord |         |
| Les données manquantes sont à compléter. |          |                     |                                     |         |

### Communes limitrophes
Albano Sant'Alessandro, Gorle, Scanzorosciate, Seriate, Torre de' Roveri

## Sport
- Autorlando Sport